# راين القديم (أوترخت وجنوب هولندا)
الراين القديم (بالهولندية: Oude Rijn) هو فرع من دلتا الراين في مقاطعات هولندا أوترخت وجنوب هولندا. طوله الحالي هو 52 كيلومتراً.

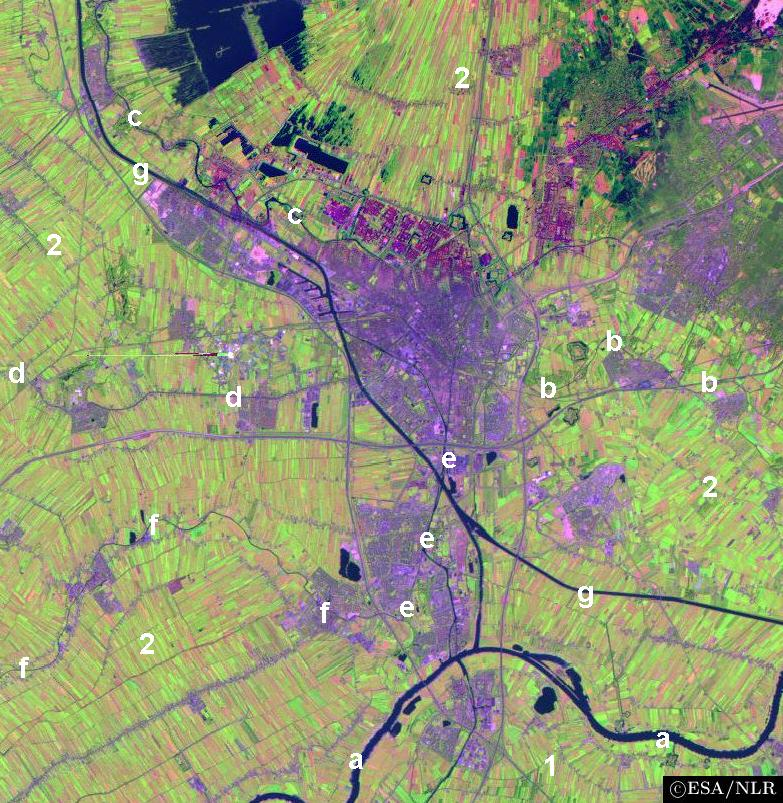
صورة بالأقمار الصناعية قرب منطقة أوترخت تبين تيار لايدسه راين - راين القديم.
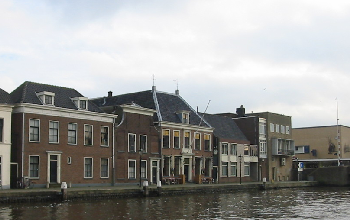
بيوت على الراين القديم بالقرب من مدينة ألفن آن دن راين.
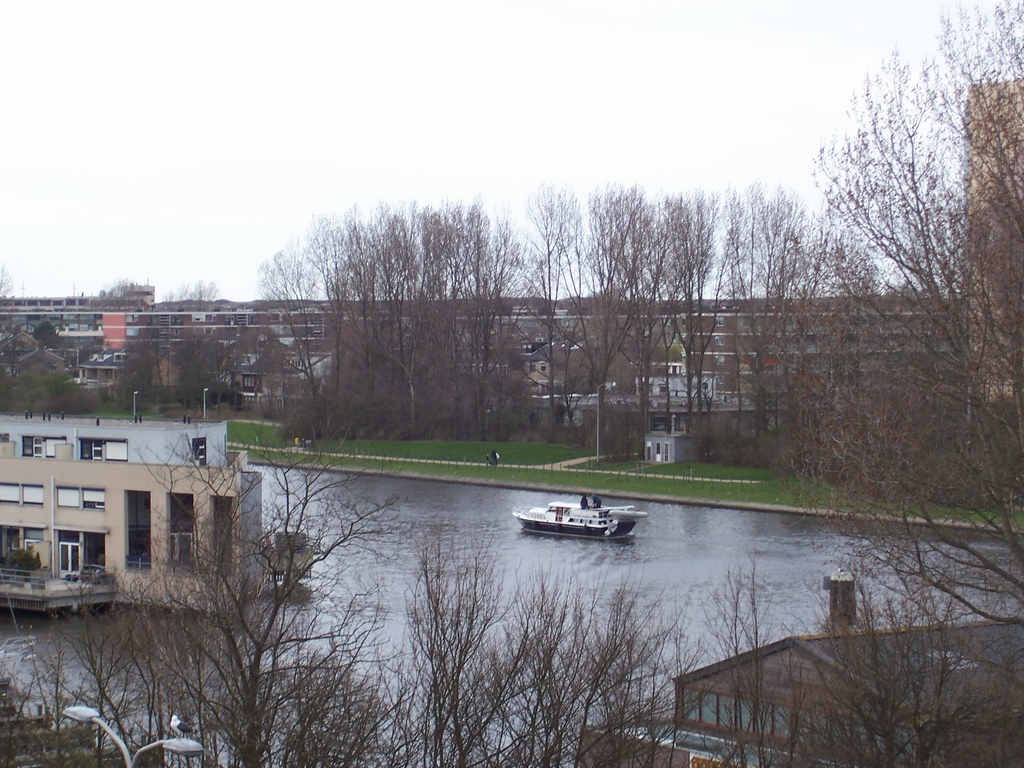
الراين القديم، كاتفايك، نصف ميل قبل نهايته: (A محطة الضخ لضخ المياه في البحر مانعة ارتفاع منسوب المياه الداخلي.)